# Kàmenka (Oriol)
Kàmenka (en rus: Каменка) és un poble a l'óblast d'Oriol, a Rússia, segons el cens del 2010 tenia 162 habitants, pertany al municipi de Turovka.